# Tarentola crombiei
Espèce
Tarentola crombiei est une espèce de geckos de la famille des Phyllodactylidae.

## Répartition
Cette espèce est endémique de l'Est de Cuba.

## Étymologie
Cette espèce est nommée en l'honneur de Ronald Ian Crombie.

## Publication originale
- Diaz & Hedges, 2008 : A new gecko of the genus Tarentola (Squamata: Gekkonidae) from Eastern Cuba. Zootaxa, no 1743, p. 53-61.